# Filemon (postać biblijna)
Filemon z Kolosów, cs. Apostoł Filimon – postać biblijna z I wieku opisana w Liście do Filemona przez św. Pawła Apostoła, zaliczana do grona świętych apostołów przez Kościół prawosławny, męczennik chrześcijański i święty Kościoła katolickiego, ormiańskiego oraz koptyjskiego, biskup Kolosów we Frygii.

## Życiorys
Wraz ze świętym apostołem Archipem należeli do grona siedemdziesięciu apostołów. Byli także uczniami i pomocnikami apostoła Pawła. Obaj pojawiają się w Liście do Filemona autorstwa apostoła Pawła. List św. Pawła zaadresowany był do chrześcijanina Filemona mieszkańca Frygii. Apostoł wstawia się za zbiegłym niewolnikiem imieniem Onezym należącym do Filemona.
Filemon był znamienitym mieszkańcem miasta Kolosy, gdzie biskupem miał być Archip Apostoł. Święty Filemon obchodził miasta frygijskie, zwiastując Dobrą Nowinę. Święta Appia, jego żona i matka Archipa, przyjmowała w swoim domu wędrowców i chorych, z miłością im usługując. Była wierną pomocnicą męża w głoszeniu Słowa Bożego.
W okresie prześladowań chrześcijan, w czasie rządów cesarza Nerona (54–68), święci apostołowie Archip, Filemon i równa apostołom Appia zostali uwięzieni za głoszenie wiary w Jezusa Chrystusa. Po torturach, św. Filemona i Appię zakopano po pas w ziemi i ukamienowano. Archip Apostoł został zarżnięty nożami.
Dzień obchodów
Liturgiczne wspomnienie w Kościele katolickim obchodzone jest 22 listopada, w ewangelickim 15 lutego.
Kościoły wschodnie, z uwagi na liturgię według kalendarza juliańskiego wspominają św. Filemona:
- Kościół prawosławny:
  - 19 lutego/4 marca[f], tj. 4 marca według kalendarza gregoriańskiego, gdy luty ma 28 dni (wraz z apostołem Archipem i Appią),
  - 22 listopada/5 grudnia, tj. 5 grudnia (wraz z apostołem Archipem i Appią),
  - 4/17 stycznia, tj. 17 stycznia (Sobór siedemdziesięciu apostołów),
  - 6/19 lipca, tj. 19 lipca;
- Kościół ormiański:
  - 5/20 lipca, tj. 20 lipca,
  - 22 listopada/5 grudnia;
- Kościół koptyjski – 19 lutego według własnego kalendarza podzielonego na 13 miesięcy.